# Maria Szulecka
Maria Szulecka (ur. 17 maja 1918 w Moskwie, zm. 1 marca 2008 w Warszawie) – polska pisarka, reportażystka, autorka utworów dla dzieci i młodzieży. 
Debiutowała jako pisarka na łamach prasy w 1948 roku. W 1975 otrzymała nagrodę I stopnia Naczelnej Rady Spółdzielczej za publikacje o spółdzielczości rolniczej, w szczególności za powieść "Czeremcha pachnie gorzko".
Została pochowana na Cmentarzu Wojskowym na Powązkach w Warszawie: Kwatera: A 16, Rząd: 7, Grób: 3/4.

## Twórczość
- Wyboje
- Czeremcha pachnie gorzko
- Ziemia deptana
- Mały chłopiec na wielkiej drodze
- W świetle księżyca
- W blasku dnia
- Talizman babki Dominiki

## Ekranizacje
Na podstawie powieści Czeremcha pachnie gorzko powstał w 1964 r. film Wiano w reżyserii Jana Łomnickiego.